# Купер, Джоб Адамс
Джоб Адамс Купер (англ. Job Adams Cooper; 6 ноября 1843, Гринвилл, Иллинойс — 20 января 1899, Денвер, Колорадо) — американский политик, 6-й губернатор Колорадо.

## Ранние годы
Джоб Адамс Купер родился в Гринвилле, штат Иллинойс, в семье Чарльза и Марии Хэдли Купер, один из семи детей. Он учился в Нокс-колледже в Гейлсбурге, штат Иллинойс, но взял академический отпуск, чтобы участвовать в Гражданской войне в составе армии Союза.
Купер записался сержантом в 137-й добровольческий пехотный полк штата Иллинойс и служил в Мемфисе, штат Теннесси, во время нападения на город войск Конфедерации под командованием генерала Натаниэля Бедфорд Форреста. После войны он вернулся, чтобы завершить образование. Окончив Нокс-колледж в 1867 году, он вернулся в свой родной город Гринвилл и занялся юридической практикой.
В том же году Купер женился на Джейн О. Барнс, дочери священника, и у них родилось четверо детей. В 1872 году он вместе с А. К. Фелпсом отправился на запад в надежде найти новые возможности для предпринимательской деятельности и в конце концов обосновался в Денвере, штат Колорадо, где они основали юридическую фирму «Фелпс и Купер». В период с 1872 по 1888 год Купер расширил свои деловые интересы: включив в них страхование, банковское дело, горнодобывающую промышленность и скотоводство.

## Губернатор Колорадо
В 1888 году Купер выдвинулся на пост губернатора и победил на выборах редактора газеты Rocky Mountain News Томаса М. Паттерсона.
После вступления в должность губернатора штата в январе 1889 года, он подписал закон о создании тринадцати новых округов, включая: Бака, Шайенн, Кайова, Кит-Карсон, Линкольн, Монтезума, Морган, Отеро, Филлипс, Прауэрс, Рио-Бланко, Седжуик и Юма. Кроме того, он открыл государственный детский дом в Денвере и государственную исправительную колонию в округе Чаффи.

## Отставка
Купер не стал выдвигаться на второй срок в 1890 году и вернулся к юридической практике. Позже он занялся строительным бизнесом. С 1893 по 1897 год занимал пост президента местной Торговой палаты. Он умер в возрасте 55 лет и похоронен на денверском кладбище.

## Семья
У Купера была дочь Мэри Луиза Купер, жена геолога и железнодорожного чиновника Люсиуса Сеймура Сторрса. У супругов Сторрс было двое детей: Люсиус Сеймур Сторрс-младший и Маргарет Сторрс Гриерсон.